# Estação de Tiradentes
A Estação de Tiradentes é uma estação de trem localizada no município mineiro de Tiradentes.
Foi inaugurada em 1881, com o nome de São José del-Rey. Após a Proclamação da República, seu nome foi alterado para Tiradentes, por volta de 1890.
Em 1984, com a erradicação de todo o trecho de bitola de 762 mm da linha da Barra do Paraopeba, o trecho entre São João del-Rei e Tiradentes foi mantido: até hoje, rodam as composições a vapor entre as duas estações, com fins turísticos. O passeio é operado pela Ferrovia Centro-Atlântica (FCA).